# Darija Jurak Schreiber
Darija Jurak Schreiber (anteriormente Jurak; Zagreb, 5 de Abril de 1984) é uma tenista profissional croata. Seu melhor ranking foi o nº 9 em duplas, atingido em 15 de novembro de 2021. Sua melhor posição de simples é 188, em abril de 2004.
Até 2021, aparecia como Jurak. No início do ano seguinte, adicionou o Schreiber.

## Finais

### Circuito WTA

#### Duplas: 22 (9 títulos, 13 vices)
| Legenda                                      |
| -------------------------------------------- |
| Grand Slam (0–0)                             |
| WTA Tour (0–0)                               |
| Tier I / Premier Mandatory & Premier 5 (0–0) |
| Tier II / Premier (0–2)                      |
| Tier III, IV & V / International (1–2)       |

| Finais por Piso |
| --------------- |
| Duro (1–1)      |
| Grama (0–0)     |
| Saibro (0–3)    |

| Posição | N. | Data          | Torneio                                              | Piso   | Parceira           | Oponentes                                  | Placar                |
| Vice    | 1. | 14 Julho 2012 | Internazionali Femminili di Palermo, Palermo, Itália | Saibro | Katalin Marosi     | Renata Voráčová Barbora Záhlavová-Strýcová | 6–7(5–7), 4–6         |
| Vice    | 2. | 4 Maio 2013   | Portugal Open, Oeiras, Portugal                      | Saibro | Katalin Marosi     | Chan Hao-ching Kristina Mladenovic         | 6–7(3–7), 2–6         |
| Vice    | 3. | 29 Julho 2013 | Bank of the West Classic, Stanford, EUA              | Duro   | Julia Görges       | Raquel Kops-Jones Abigail Spears           | 2–6, 6–7(4–7)         |
| Campeã  | 1. | 6 Abril 2014  | Monterrey Open, Monterrey, México                    | Duro   | Megan Moulton-Levy | Tímea Babos Olga Govortsova                | 7–6(7–5), 3–6, [11–9] |
| Vice    | 4. | 12 Abril 2015 | Family Circle Cup, Charleston, EUA                   | Saibro | Casey Dellacqua    | Martina Hingis Sania Mirza                 | 0–6, 4–6              |